# Number Ones (album de Janet Jackson)
Pour les articles homonymes, voir Number Ones (homonymie).
Number Ones est une compilation de chanson de l’artiste américaine Janet Jackson sortie en 2009.